# Fort Loudon, Pennsylvania
Fort Loudon, Pennsylvania (енгл. Fort Loudon) насељено је место без административног статуса у америчкој савезној држави Пенсилванија.

## Демографија
По попису из 2010. године број становника је 886.
| Група             | 2000.    | 2010.       |
| Белци             | 0 (0,0%) | 852 (96,2%) |
| Афроамериканци    | 0 (0,0%) | 4 (0,5%)    |
| Азијати           | 0 (0,0%) | 3 (0,3%)    |
| Хиспаноамериканци | 0 (0,0%) | 18 (2,0%)   |
| Укупно            | 0        | 886         |